# فاندي (الأردين)
فاندي (أردينس) (بالفرنسية: Vandy, Ardennes)‏ هي بلدية تقع في فرنسا في Canton of Vouziers. يقدر عدد سكانها بـ 176 نسمة ومساحتها 11.11 كم2 وترتفع عن سطح البحر 103 متر.